# Накамура Рейко
Накамура Рейко  (яп. 中村 礼子, 17 травня 1982) — японська плавчиня, олімпійська медалістка.

## Виступи на Олімпіадах
| Олімпіада  | Дисципліна                      | Місце |
| ---------- | ------------------------------- | ----- |
| Афіни 2004 | плавання на 100 метрів на спині | 4     |
| Афіни 2004 | плавання на 200 метрів на спині | 3T    |
| Афіни 2004 | комплексна естафета 4 × 100     | 5     |
| Пекін 2008 | плавання на 100 метрів на спині | 6     |
| Пекін 2008 | плавання на 200 метрів на спині | 3     |
| Пекін 2008 | комплексна естафета 4 × 100     | 6     |